# Shiseibyō

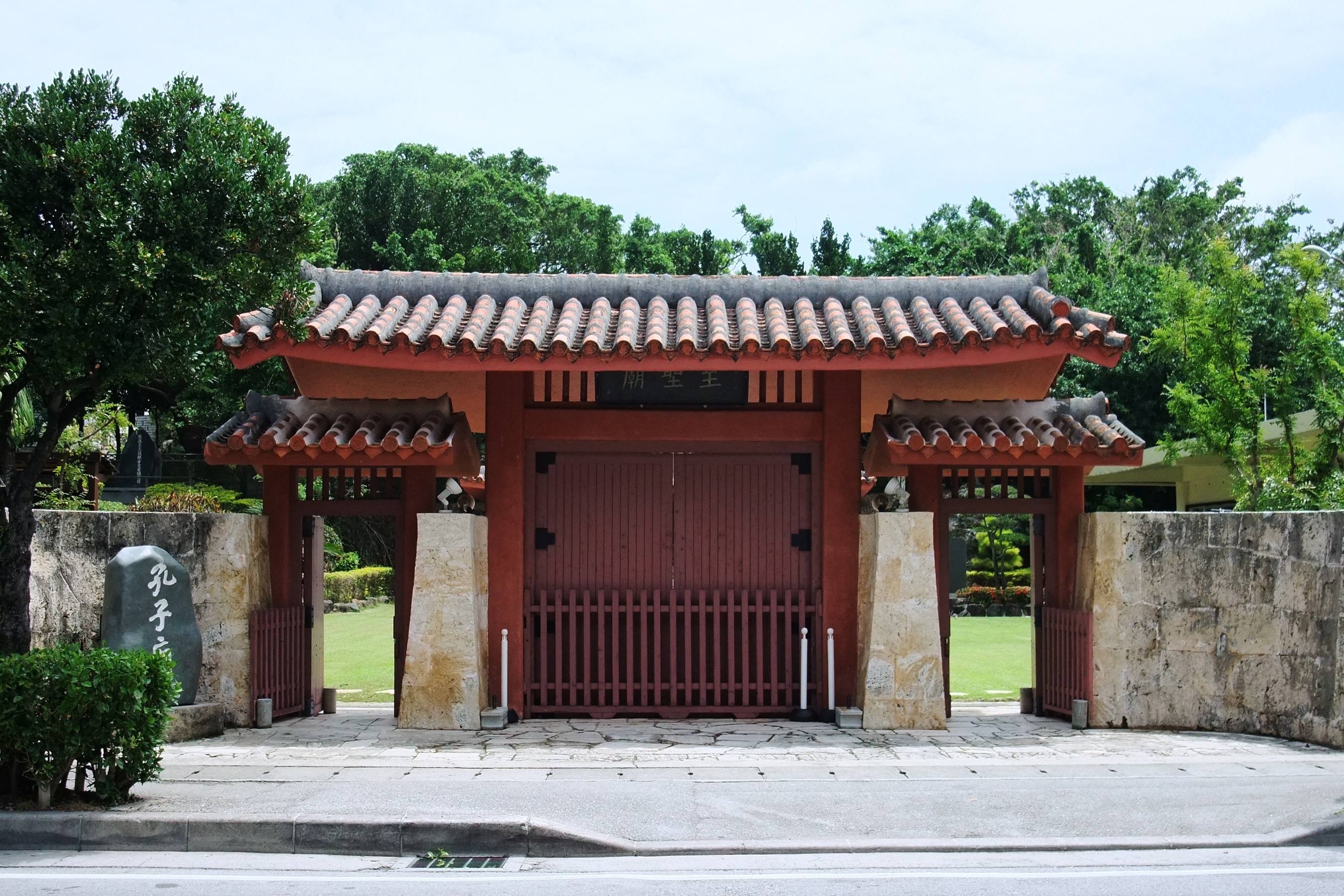
Porte principale du Shiseibyō. « Temple de Confucius » (孔子廟) est inscrit sur la pierre à gauche.

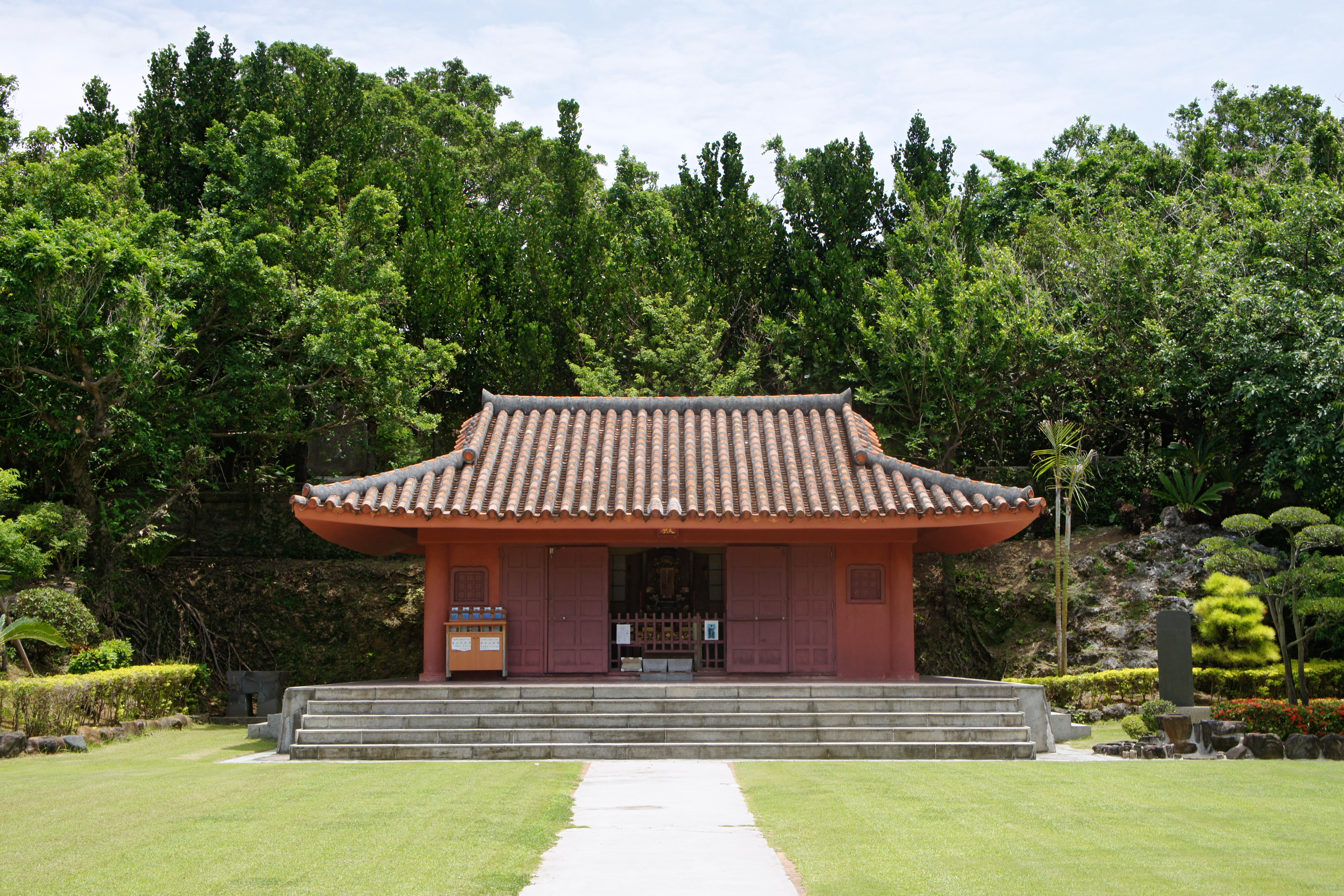
Le bâtiment principal du Shiseibyō.

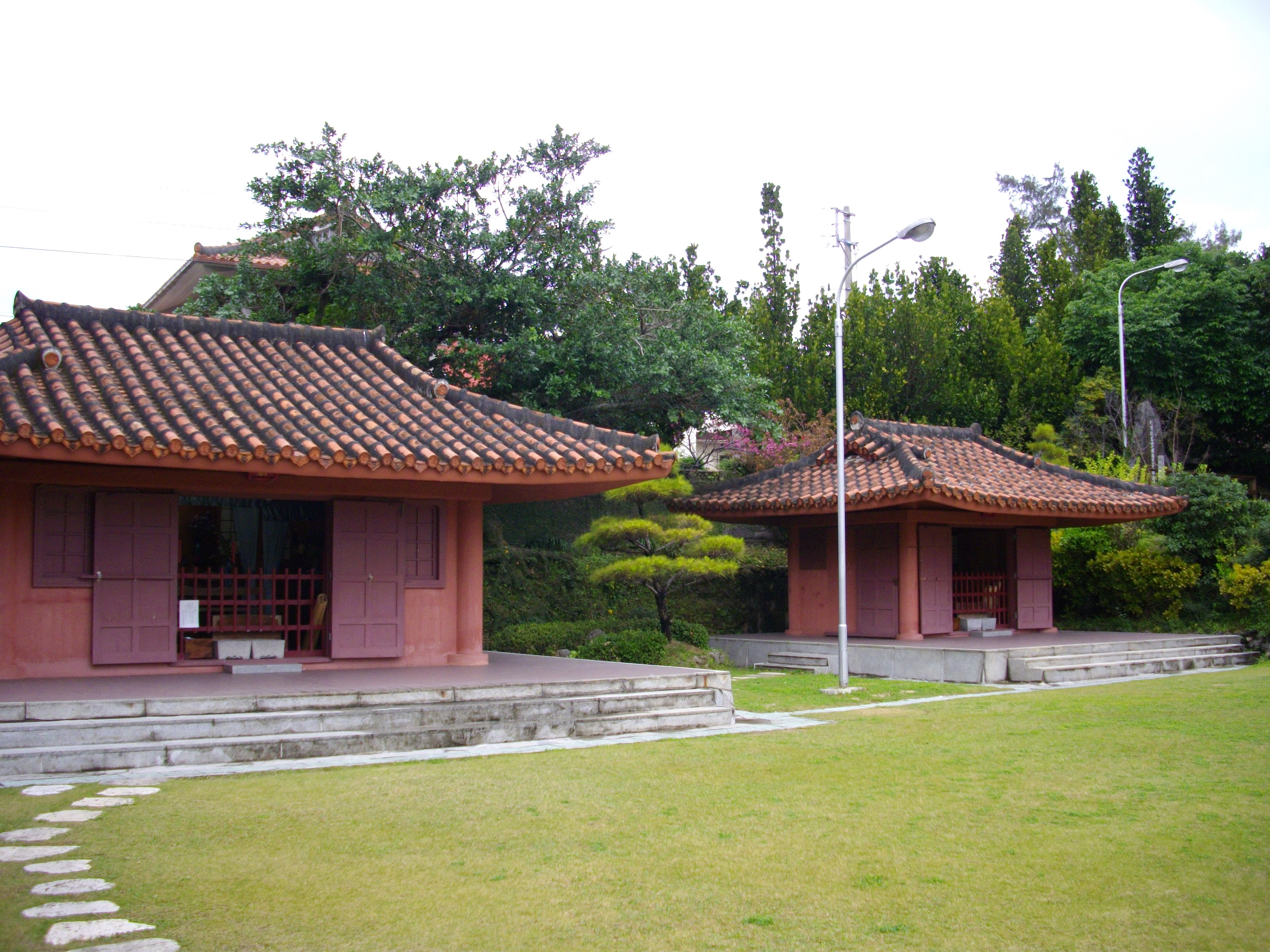
Les sanctuaires taoïstes tensonbyō (gauche) et tenpigū (droite).

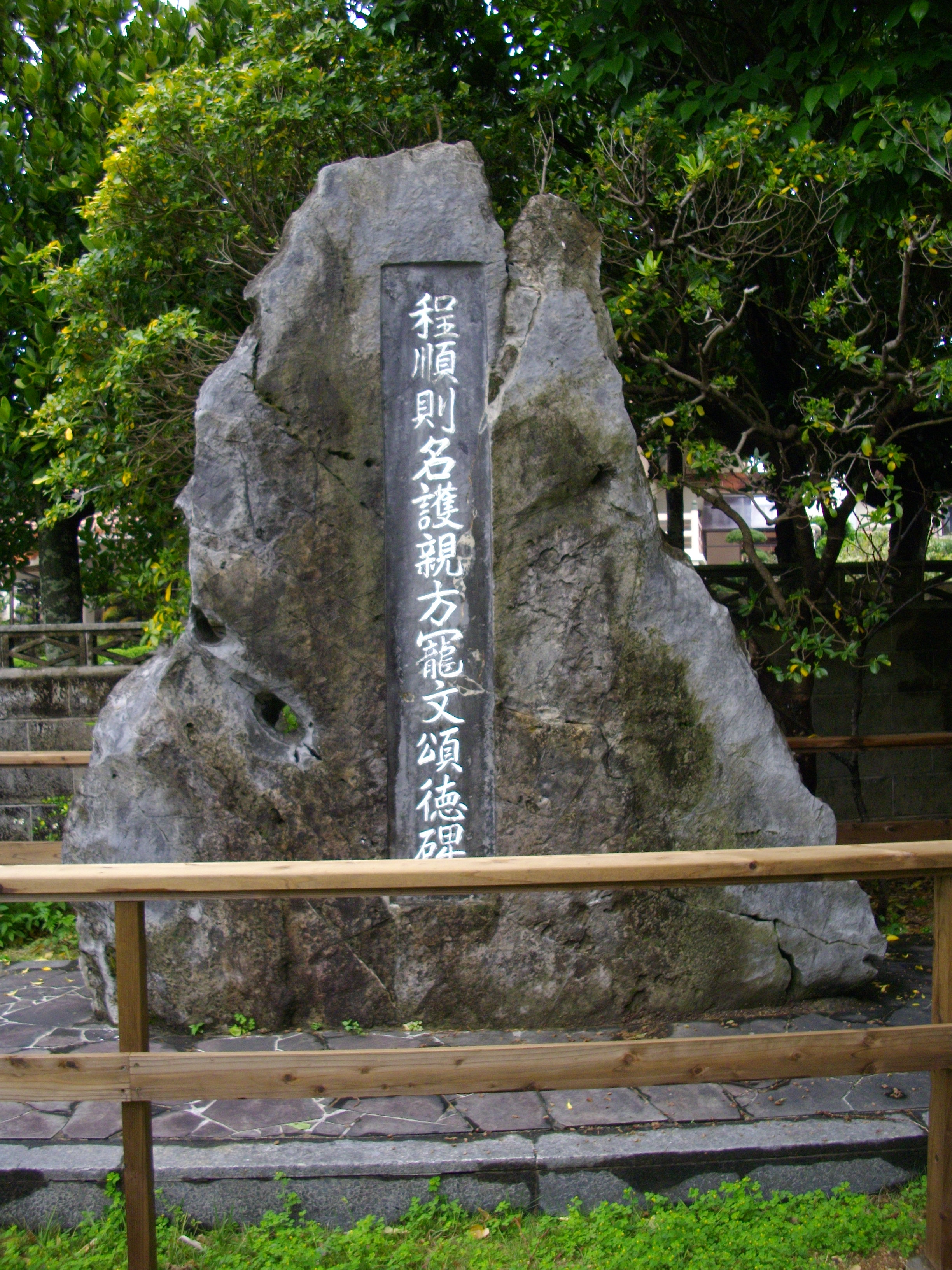
Stèle dédiée à Tei Junsoku, magistrat de Kume du XVIII, qui fonda le centre d'apprentissage du Confucianisme meirindō.

Le Shiseibyō (孔子廟) est un temple confucéen situé dans le district de Wakasa à Naha sur l'île d'Okinawa au Japon. Il fut pendant des siècles un centre important de l'apprentissage de la culture chinoise et du confucianisme du royaume de Ryūkyū et en son enceinte se trouve la meirindō, la première école publique d'Okinawa. 

## Histoire
L'actuel temple est une version moderne construite en 1975 à la place de l'ancien temple situé un peu plus loin, aujourd'hui près d'une importante autoroute, la route nationale 58 du Japon (en).
Le temple d'origine est construit en 1671-75 en tant que cadeau de l'empereur de Chine Kangxi au royaume de Ryūkyū. Il devient ainsi le principal temple confucéen du royaume, ainsi qu'un grand centre d'éducation de Kume et de la communauté de lettrés et de bureaucrates au centre de l'étude de la culture chinoise. En 1718, Tei Junsoku, magistrat de Kume et parfois ministre non officiel de l'Éducation, fonde la meirindō, le plus ancien institut éducatif du royaume.
Après l'annexation d'Okinawa par le Japon en 1879, la communauté de Kume, l'école meirindō, ainsi que le temple tout entier, déclinent. La meirindō devient un bureau municipal et une école publique du système éducatif du gouvernement de Meiji. L'historien George Kerr cite un journal de juillet 1910 comme dernière preuve de l'intérêt du public à l'occasion des cérémonies du nouvel an.
Le temple est détruit en 1945 pendant la bataille d'Okinawa puis reconstruit en 1975 à l'emplacement du sanctuaire tensonbyō, un autre temple confucéen plus petit du district de Wakasa est détruit durant la bataille.

## Bâtiments et monuments
La surface du complexe est relativement petite, juste un ou deux ares. Le bâtiment principal taiseiden (大成殿) est un sanctuaire dédié non seulement à Confucius mais aussi aux quatre Sages : Yan Hui, Zengzi, Zi Si et Mencius.
Le Tenson-byō (天尊廟), un petit bâtiment à gauche de l'entrée, est dédié à ceux qui ont combattu pour défendre le pays, ainsi qu'à Guan Yu et au roi-dragon, aux divinités taoïstes et aux personnages du folklore et de la mythologie chinoise. Le Tensonbyō était situé sur le site avant 1975, année de la reconstruction du temple. Le bâtiment voisin appelé Tenpigū (天妃宮) est dédié à Maso, aussi connue sous le nom de Mazu, déesse taoïste de la mer, des marins, des navigateurs et des pêcheurs.
L'école Meirindō (明倫堂) se trouve à droite de l'entrée, près des bureaux du temple. Il sert actuellement comme lieu de réunion pour l'association confucéenne (崇聖会, Sōseikai) locale, et conserve des archives d'environ 10 000 volumes allant des documents historiques sur la région et le commerce extérieur, aux manuels scolaires.
Trois stèles commémoratives se trouvent sur le site : l'une dédiée au temple confucéen de Chūzan érigé au XVIIe siècle comme cadeau de l'empereur Kangxi, l'autre à Sai On, historien, officiel, réformateur et régent royal au moment de la construction du temple, et la dernière à Tei Junsoku, magistrat de Kume qui fonda l'école meirindō.

## Source de la traduction
- (en) Cet article est partiellement ou en totalité issu de l’article de Wikipédia en anglais intitulé « Shiseibyō » (voir la liste des auteurs).